# Cessy-les-Bois
Cessy-les-Bois település Franciaországban, Nièvre megyében. Lakosainak száma 114 fő (2022. január 1.). Cessy-les-Bois Saint-Malo-en-Donziois, Châteauneuf-Val-de-Bargis, Colméry, Donzy és Sainte-Colombe-des-Bois községekkel határos.

## Népesség
A település népességének változása:
| Lakosok száma | 110  | 99   | 100  | 94   | 101  | 107  | 114  | 114  | 114  |
|               | 2013 | 2015 | 2016 | 2017 | 2018 | 2019 | 2020 | 2021 | 2022 |